# Selección masculina de rugby 7 de Estados Unidos
La selección masculina de rugby 7 de Estados Unidos es el equipo que representa a Estados Unidos en los torneos de selecciones masculinas de rugby 7. Son apodados las Águilas.
En la Copa Mundial de Rugby 7, Estados Unidos resultó 6º en 2018.
Estados Unidos ha disputado la Serie Mundial Masculina de Rugby 7 desde su creación en 1999, su mejor puesto fue en la temporada 2018-19 en la que obtuvo el segundo puesto.
En la temporada 2014-15, Estados Unidos obtuvo el quinto puesto en el Seven de Sudáfrica, los cuartos en el Seven de Estados Unidos y el de Seven de Escocia, y triunfó en el Seven de Londres, por lo que terminó la temporada en la sexta posición. En la temporada 2015-16, el equipo fue tercero en el Seven de Dubái.
Las Águilas participaron en los Juegos Mundiales de 2005 y 2009, resultando séptimo y quinto respectivamente. El equipo clasificó a los Juegos Olímpicos de 2016.
A nivel continental, ha resultado tercero en los Juegos Panamericanos de 2011, 2015 y 2019. Además triunfó en el Seven NACRA Masculino 2015, en tanto que obtuvo el segundo puesto en 2012 y 2013.
Por otra parte, Estados Unidos en torneos como los sevens de Mar del Plata, Punta del Este y Viña del Mar ha participado con una selección alternativa llamada USA Falcons.

## Palmarés
- Serie Mundial: 
  - Seven de Londres (1): 2015
  - Seven de Estados Unidos (2): 2018, 2019

- RAN Sevens (4): 2004, 2008, 2015, 2023

## Participación en copas
| - Edimburgo 1993: 17º puesto - Hong Kong 1997: 18º puesto - Mar del Plata 2001: 13º puesto - Hong Kong 2005: 13º puesto - Dubái 2009: 13º puesto - Moscú 2013: 13º puesto - San Francisco 2018: 6º puesto - Ciudad del Cabo 2022: 11° puesto - Akita 2001: No participó - Duisburgo 2005: 6º puesto - Kaohsiung 2009: 5º puesto - Cali 2013: No participó - Río de Janeiro 2016: 9º puesto - Tokio 2020: 6º puesto - París 2024: 8° puesto Solo participó en una edición anterior al 2012 - Nassau 2008: Campeón - Ottawa 2012: 2º puesto - Georgetown 2013: 2º puesto - Ciudad de México 2014: no participó - Cary 2015: Campeón - Puerto España 2016: no participó - Ciudad de México 2017: no participó - Saint James 2018: no participó - George Town 2019: no participó | - Serie Mundial 99-00: 18º puesto (0 pts) - Serie Mundial 00-01: 10º puesto (16 pts) - Serie Mundial 01-02: 11º puesto (12 pts) - Serie Mundial 02-03: 19º puesto (1 pt) - Serie Mundial 03-04: 15º puesto (0 pts) - Serie Mundial 04-05: 14º puesto (0 pts) - Serie Mundial 05-06: 15º puesto (0 pts) - Serie Mundial 06-07: 15º puesto (2 pts) - Serie Mundial 07-08: 13º puesto (6 pts) - Serie Mundial 08-09: 11º puesto (24 pts) - Serie Mundial 09-10: 10º puesto (32 pts) - Serie Mundial 10-11: 12º puesto (10 pts) - Serie Mundial 11-12: 11º puesto (41 pts) - Serie Mundial 12-13: 11º puesto (71 pts) - Serie Mundial 13-14: 13º puesto (41 pts) - Serie Mundial 14-15: 6º puesto (108 pts) - Serie Mundial 15-16: 6º puesto (117 pts) - Serie Mundial 16-17: 5º puesto (129 pts) - Serie Mundial 17-18: 6º puesto (117 pts) - Serie Mundial 18-19: 2º puesto (177 pts) - Serie Mundial 19-20: 7º puesto (72 pts) - Serie Mundial 20-21: 5º puesto (22 pts) - Serie Mundial 21-22: 6.º puesto (87 pts) - Serie Mundial 22-23: 10º puesto (98 pts) - SVNS 23-24: 9º puesto - SVNS 24-25: 12º puesto - Guadalajara 2011: 3º puesto - Toronto 2015: 3º puesto - Lima 2019: 3º puesto - Santiago 2023: 4° puesto |